# Entyloma thalictri
Entyloma thalictri är en svampart som beskrevs av J. Schröt. 1887. Entyloma thalictri ingår i släktet Entyloma och familjen Entylomataceae.   Inga underarter finns listade i Catalogue of Life.